# Verrucaria vaenerensis
Verrucaria vaenerensis är en lavart som beskrevs av Miroslav Servít. Verrucaria vaenerensis ingår i släktet Verrucaria, och familjen Verrucariaceae. Arten är reproducerande i Sverige.